# 1479
| 1479               |
| ------------------ |
| Dødsfald - Fødsler |
|                    |

| Gregoriansk kalender | 1479 MCDLXXIX           |
| Ab urbe condita      | 2232                    |
| Armensk kalender     | 928 ԹՎ ՋԻԸ              |
| Kinesiske kalender   | 4175 – 4176 戊戌 – 己亥 |
| Etiopisk kalender    | 1471 – 1472             |
| Jødisk kalender      | 5239 – 5240             |
| Hindukalendere       |                         |
| - Vikram Samvat      | 1534 – 1535             |
| - Shaka Samvat       | 1401 – 1402             |
| - Kali Yuga          | 4580 – 4581             |
| Iransk kalender      | 857 – 858               |
| Islamisk kalender    | 884 – 885               |

Konge i Danmark: Christian 1. 1448-1481
Se også 1479 (tal)

## Begivenheder
- 1. juni – Københavns Universitet grundlægges af Christian 1.
- Spanien samles i en personalunion
- Københavns (første) Rådhus tages i brug.
- Altertavlen i Århus Domkirke indvies.

## Født
- Joanna, kommende dronning af Kastilien.
- Jakob van Utrecht, Hollandsk maler
- Lisa Gherardini, modellen til Leonardo da Vincis billede Mona Lisa.

## Dødsfald
- Antonello da Messina, siciliansk maler.